# Actiones mixtae
Actiones mixtae – powództwa mieszane, penalno-odszkodowawcze. W prawie rzymskim grupa powództw, w których żądanie powoda obejmowało zarówno uzyskanie świadczenia (ewentualnie odszkodowania) jak i ukaranie pozwanego grzywną.

## Cechy charakterystyczne
Powództwa mieszane występują w trójpodziale powództw obok powództw odszkodowawczych (actiones rei persecutoriae) i powództw karnych (actiones poenales). W tego rodzaju powództwach powód dochodził kwoty będącej wielokrotnością szkody (duplum, triplum, quadruplum).
Powództwami mieszanymi dochodzono przeważnie roszczeń z deliktów i uzyskana w ten sposób kara pieniężna miała charakter prywatny (przypadała powodowi a nie skarbowi państwa). Przez zapłacenie zasądzonej kary pozwany zwalniał się z zapłaty odszkodowania, co odróżniało actiones mixtae od actiones poenales.

## Actiones mixtaeaactiones divisoriae
W niektórych źródłach łacińskich (np. u Ulpiana) przez powództwa mieszane rozumie się takie, w których obie strony procesu zajmują mieszaną pozycję (powoda i pozwanego). Są to powództwa o rozgraniczenie nieruchomości, podział spadku i podział wspólnego majątku. W nauce polskiej - dla odróżnienia od powództw penalno-odszkodowawczych - przyjęło się określać te powództwa jako skargi działowe (actiones divisoriae).

## Przykłady powództw mieszanych
- actio iudicati
- actio legis Aquiliae
- actio de effusis vel deiectis